# Championnat du Paraguay de football 1937
Navigation
Édition précédente Édition suivante
La 27e édition du championnat du Paraguay de football est remportée par le Club Olimpia. C’est le dixième titre de champion du club, le deuxième consécutif. Olimpia l’emporte avec 1 point d’avance sur Club Cerro Porteño. Club Guaraní complète le podium.
Une poignée de résultats seulement est connue. Le classement général est incomplet
Le meilleur buteur du championnat est Francisco Sosa (Guaraní) avec 21 buts marqués en 20 matchs.
Le championnat de la Federación Paraguaya de Deportes est remporté par General Caballero de Zeballos Cué

## Les clubs de l'édition 1937
| \| Asuncion: · Olimpia · Nacional · Sol de América · Guaraní · Cerro Porteño · River Plate · Atlántida · Club Atlético Corrales Asuncion Club Presidente Hayes Club Sportivo Luqueño \| Localisation des clubs engagés dans le championnat. |
| Asuncion: · Olimpia · Nacional · Sol de América · Guaraní · Cerro Porteño · River Plate · Atlántida · Club Atlético Corrales Asuncion Club Presidente Hayes Club Sportivo Luqueño                                                           |

| Club                   | Stade | Capacité | Ville    |
| ---------------------- | ----- | -------- | -------- |
| Atlántida Sport Club   | -     | -        | Asuncion |
| Club Atlético Corrales | -     | -        | Asuncion |
| Club Cerro Porteño     | -     | -        | Asuncion |
| Club Guaraní           | -     | -        | Asuncion |
| Club Libertad          | -     | -        | Asuncion |
| Club Nacional          | -     | -        | Asuncion |
| Club Olimpia           | -     | -        | Asuncion |
| Club Presidente Hayes  | -     | -        | Tacumbu  |
| Club River Plate       | -     | -        | Asuncion |
| Club Sol de América    | -     | -        | Asuncion |
| Sportivo Luqueño       | -     | -        | Luque    |

## Compétition

### Classement
| Rang | Équipe                 | Pts | J  | G  | N | P | Bp | Bc | Diff |
| ---- | ---------------------- | --- | -- | -- | - | - | -- | -- | ---- |
| 1    | Club Olimpia (T)       | 29  | 20 | 10 | 1 | 1 | .  | .  | 0    |
| 2    | Club Cerro Porteño     | 28  | 20 | .  | . | . | .  | .  | 0    |
| 3    | Club Guaraní           | 25  | 20 | .  | . | . | .  | .  | 0    |
| 4    | Club Atlético Corrales | 25  | 20 | .  | . | . | .  | .  | 0    |
| 5    | Club Sol de América    | 20  | 20 | .  | . | . | .  | .  | 0    |
| 6    | Club River Plate       | 19  | 20 | .  | . | . | .  | .  | 0    |
| 7    | Club Nacional          | 18  | 20 | .  | . | . | .  | .  | 0    |
| 8    | Club Libertad          | 17  | 20 | .  | . | . | .  | .  | 0    |
| 9    | Club Presidente Hayes  | 17  | 20 | .  | . | . | .  | .  | 0    |
| 10   | Sportivo Luqueño       | 13  | 20 | .  | . | . | .  | .  | 0    |
| 11   | Atlántida Sport Club   | 8   | 20 | .  | . | . | .  | .  | 0    |

| Légende : Qualifications et relégations | Légende : Qualifications et relégations |
| --------------------------------------- | --------------------------------------- |
|                                         | Champion du Paraguay                    |
|                                         | Relégation en deuxième division         |
|                                         | (T) : Tenant du titre (P) : Promus      |

## Bilan de la saison
| Championnat du Paraguay de football 1937                             |                          |
| Champion                                                             | Club Olimpia (10e titre) |
| Promotions et relégations                                            |                          |
| Promus en Primera División                                           | Aucun                    |
| Relégués en Championnat du Paraguay de football de deuxième division | Aucun                    |

## Statistiques

### Meilleur buteur
1. Francisco Sosa (Guaraní) 21 buts